# Уткин, Александр Викторович
Алекса́ндр Ви́кторович У́ткин (17 августа 1986, Можга) — российский лыжник, начиная с 2011 года находится в составе российской национальной сборной. Чемпион России в мужской эстафете 4 × 10 км, обладатель Кубка России, призёр многих гонок международного и всероссийского значения, мастер спорта России по лыжным гонкам. На соревнованиях представляет Удмуртию и физкультурно-спортивное общество «Динамо».

## Биография
Александр Уткин родился 17 августа 1986 года в городе Можга Удмуртской АССР. Активно заниматься лыжным спортом начал с раннего детства, проходил подготовку под руководством тренеров С. Л. Романова и В. К. Маркова. Член всероссийского физкультурно-спортивного общества «Динамо».
Дебютировал в зачёте российских национальных первенств ещё в 2006 году, выступал в гонке на 50 км, где финишировал лишь на 55 месте. Год спустя на международных соревнованиях FIS в Сыктывкаре попал в десятку сильнейших в гонке на 10 км и в гонке преследования. Впервые попал в число призёров на чемпионатах России в 2010 году, выиграв серебряную медаль в программе мужской эстафеты 4 × 10 км. В 2011 году одержал победу на первенстве Поволжского федерального округа, стал серебряным и бронзовым призёром молодёжного первенства России — в гонках на 30 и 10 км соответственно.
В 2012 году на чемпионате России в Тюмени в составе сборной команды Удмуртии одержал победу в эстафете и вместе с напарником Дмитрием Япаровым взял бронзу в командном спринте свободным стилем. Помимо этого, стал обладателем Кубка России в скиатлоне. В следующем сезоне был вторым на первенстве своего федерального округа, выиграл серебряную медаль на всероссийском первенстве в скиатлоне, выступал на этапах Кубка мира, где занял 49 место в спринте и 26 в скиатлоне. На чемпионате России 2014 года со сборной командой удмуртских лыжников удостоился серебряной награды в эстафете 4 × 10 км, уступив на финише только спортсменам Югры. В 2016 году отметился победами на Спартакиаде УФСИН России по лыжным гонкам и на «Лыжне России» в Ижевске.